# Linea M3 (metropolitana di Copenaghen)
La linea M3 o Cityringen è la terza linea della metropolitana di Copenaghen, a servizio della città di Copenaghen, in Danimarca. Il suo percorso è circolare e come dichiarato da COWI A/S è il più grande progetto edilizio di Copenaghen degli ultimi 400 anni. Ha una lunghezza di 43 km con 17 stazioni. La linea è stata inaugurata il 29 settembre 2019.

## Appalti
Il 7 gennaio 2011 l'appalto per la linea è stato vinto da Copenhagen Metro Team (CMT) una joint venture che comprendeva Salini Impregilo, Technimont e SELI. Un'altra joint venture tra COWI A/S, Arup Group e SYSTRA ha vinto l'appalto per la progettazione dei lavori civili. L'impresa di ingegneria AGHITO ZAMBONINI ha vinto invece l'appalto per la costruzione delle stazioni e delle operazioni di manutenzione del centro. Gli specialisti per i dispositivi ferroviari dell'italiana Hitachi Rail STS sono stati selezionati per fornire i treni, l'infrastruttura elettrica e i sistemi di comunicazione, i supervisory control and data acquisition (SCADA), e il sistema di segnalamento..

## Costruzione
Durante il 2013, si è iniziato a scavare una coppia di 15,5 km di tunnel paralleli cominciando ad usare alcune tunnel boring machine (TBM) chiamate Eva, Minerva, Nora e Tria.
Questi tunnel sono stati scavati con un diametro interno di 4,9 metri e con una profondità variabile tra i 35 metri e i 15 metri.
La terra estratta  è stata usata per riempire Nordhavn, un progetto in Øresund.
Durante il 2014, il controllo della linea e la manutenzione dei palazzi del centro è stata completata; lo stesso anno furono concluse altre opere tra cui i muri attorno a tutte le stazioni e altre strutture ad albero.
La parte finale si è concentrata sulla ristrutturazione delle aree attorno alle stazioni.

## Stazioni
- København H (stazione centrale)
- Rådhuspladsen (Piazza Rådhusplads)
- Gammel Strand vicino al Palazzo di Christiansborg
- Kongens Nytorv (interscambio con M1 e M2)
- Marmorkirken (La chiesa di marmo)
- Østerport (interscambio con i treni suburbani S-tog e DSB)
- Trianglen (vicino a Stadio Parken)
- Poul Henningsens Plads
- Vibenshus Runddel
- Skjolds Plads
- Nørrebro (interscambio con i treni suburbani S-tog)
- Nørrebros Runddel
- Nuuks Plads
- Aksel Møllers Have
- Frederiksberg (interscambio con M1 e M2)
- Frederiksberg Allé
- Enghave Plads